# 微分位相幾何学
微分位相幾何学（びぶんいそうきかがく）もしくは微分トポロジー（英語：differential topology）は、多様体の微分可能構造に注目する幾何学の一分野。微分可能構造という位相のみでは決まらないものを扱うため純粋な位相幾何学として扱うのは難しい部分もあるが、位相が与えられている多様体の微分可能構造つまり微積分ができるような構造を調べるということで位相多様体を調べるもので、微分可能構造まで込めた多様体に距離や曲率を定めて研究を行う微分幾何学に比べ自由度は高いことから位相幾何学であるとされている。解析学や微分幾何学と位相幾何学の学際研究が非常に有益なことは初期から知られており、局所的な性質を扱う微分幾何学と大域的な性質を扱う位相幾何学の対照的な2分野による多様体の研究は双方の発展を促した。古くはフェリックス・クラインやアンリ・ポアンカレまで遡れ、現在微分位相幾何学と呼ばれているものはルネ・トムやジョン・ミルナーといった数学者によって創り出された。

## 概要
微分トポロジーは多様体の微分可能構造を研究する幾何学である。微分幾何学の不変量である曲率並びにそれに基づく幾何構造は微積分によって定める。このとき多様体上での微分の基準（線型の定義）が微分可能構造である。微分位相幾何学では角度、大きさ、曲率といったものを考えない。これはトポロジーの最も特徴的な性質の1つだが、微分トポロジーは普通のトポロジーよりも自由度が小さい。位相的には同じだが微分可能構造が違う例はミルナーによって発見された異種7次元球面が最初である。7次元球面は28種類の異なる幾何構造を持つ。もっと顕著な例は4次元空間であり、これはドナルドソンによって本質的に異なる微分可能構造が無限にあることが示されている。別種の例として滑らかな微分構造を持たない位相多様体なども挙げられる。
トポロジーと微分トポロジーの間に顕著な例が現れるのは高次元の場合であり、例えば2次元の多様体は全て微分可能な多様体に同相変換可能であることがラドによって、3次元の多様体についてはモイーズとビングによって示されている。また、2次元多様体はただ1種類の自然な幾何構造を持つことがケーベとポアンカレによって示されている。

## 歴史
微分幾何学はカール・フリードリヒ・ガウスやベルンハルト・リーマン等による曲率の研究に、位相幾何学（トポロジー）はゴットフリート・ライプニッツやレオンハルト・オイラー等による位置の解析に端を発するが、微分幾何学と位相幾何学の初期の学際はアンリ・ポアンカレによる三（多）体問題の解析がある。三（多）体問題とは天体力学から派出したもので静かな空間に3つ（もしくはそれ以上）の物体が浮かんでいるときその物体はどのような運動をするかという力学系（従って解析学）の問題である。ポアンカレはこの力学系を定める微分方程式のベクトル場がある多様体を作ることに注目して、その多様体にトポロジー的知見から迫ることでニュートンの時代からある難問を解いた。ポアンカレはカオス的な振る舞いをする力学系を初めて発見した解析学者であり、トポロジーを1つの学問として定式化したトポロジストでもある。
純粋な多様体の問題に関する初期の例には前述のポアンカレやドイツの数学者フェリックス・クラインとその弟子パウル・ケーベ等による2次元多様体（曲面）の幾何構造による分類がある。幾何構造は曲率から生まれた概念でしたがって微分幾何学に関係する。彼等は全ての2次元多様体にそれと同相で（位相的に等しく）自然な幾何構造をもつものがあることを証明した。後にジョン・ナッシュはこれを発展させたナッシュのリーマン多様体埋め込み定理を証明した。これらは2次元の微分幾何学における最も大きな成果である。
1950年代にはアーエイチ・ビングとエドウィン・モイーズによってそれぞれ独立に全ての3次元多様体が三角形分割できることが証明される。多様体が三角形分割できるということは微分可能な多様体に同相変換可能だということ、つまり3次元トポロジーの研究に微分幾何学を応用できるということを示す。この発見を皮切りに3次元の位相幾何学と微分幾何学の関係の研究が急速に発展することになった。同じ頃1956年、ジョン・ミルナーがフランスのトポロジストでカタストロフィー理論の創始者としても有名なルネ・トムの功績に基づき7次元球面には本質的に異なる28種の微分可能構造が存在することを示した。このトム、ミルナーに始まった高次元多様体の研究こそ現在、微分位相幾何学といわれているものの始まりである。1960年にはスティーブン・スメールがトムの創始したコボルディズム理論を用いてトポロジーの基本問題であるポアンカレ予想を5次元以上について証明し、1981年にはマイケル・フリードマンによって4次元について、そして最後に残っていた3次元についてはリチャード・ハミルトンが導入した微分方程式リッチフローを使ってグリゴリー・ペレルマンにより2003年証明された。ポアンカレ予想というトポロジーの非常に基本的な問題が微分位相幾何学や微分幾何学を用いて解かれたという事実は多くのトポロジストを驚かせた。